# Driess Saddiki
Dries Saddiki, auch Driess Sadiki (* 9. August 1996 in Venlo), ist ein niederländischer Fußballspieler. Der gelernte zentrale Mittelfeldspieler, der auch einen marokkanischen Pass besitzt, steht seit 2023 bei Kasimpasa in der Türkei unter Vertrag.

## Karriere
Dries Saddiki wurde im limburgischen Venlo an der deutschen Grenze geboren und trat als Kind dem TSC '04 aus Tegelen, das 2001 als Stadtteil zu Venlo eingemeindet wurde, bei. Später wechselte er innerhalb von Tegelen zum SC Irene. Dort stieg Saddiki 2013 in die erste Mannschaft auf. Nach einem Jahr wechselte er zu Fortuna Sittard aus dem rund 61 Kilometer südlich von Venlo gelegenen Sittard-Geleen, zu diesem Zeitpunkt ein Zweitligist. Am 8. Mai 2015 debütierte Dries Saddiki im Alter von 18 Jahren in der zweiten niederländischen Liga, als er für die Profimannschaft von Fortuna Sittard im Punktspiel gegen RKC Waalwijk, welches daheim mit 0:2 verloren wurde, in der 71. Minute für Donny de Groot eingewechselt wurde. War er in den folgenden beiden Spielzeiten regelmäßiger zum Einsatz gekommen, so gelang ihm in seiner vierten und letzten Spielzeit in Sittard-Geleen der Durchbruch, als er in 36 Partien zum Einsatz kam und mit Fortuna Sittard in die Eredivisie aufstieg. Daraufhin wechselte Saddiki zu Willem II Tilburg. War er in seiner ersten Spielzeit in Tilburg in der Provinz Noord-Brabant zumeist Einwechselspieler, so war Dries Saddiki in seiner zweiten Saison gesetzt und absolvierte bis zum Saisonabbruch, der aufgrund der COVID-19-Pandemie notwendig geworden war, 25 Partien, dabei stand er in jedem Spiel in der Startformation. Nach jeweils einer Station in Saudi-Arabien und Katar wechselte er im Sommer 2023 zu Kasimpasa in die türkische SüperLig.